# トヨタ・M20A-FKS
トヨタ・M20A-FKSは、トヨタ自動車のエンジン（ICE）の内の一つで、同社のダイナミックフォースエンジンの一環として開発された。初搭載は、2018年11月発売のUX。Fは実用DOHC、Kはコンベンショナル（ICE・非ハイブリッド）ガソリン車用ミラーサイクル、Sは筒内噴射を意味している。

## 概要
直列4気筒2,000 cc横置きDOHC16バルブ自然吸気ガソリンエンジンで、同じく2,000 cc直列4気筒DOHC16バルブガソリンエンジンである3ZR-FAEの後継にあたるコンベンショナル車専用エンジン。トヨタ自動車はTNGAを推進しており、2,000ccクラスで初めてのTNGA設計のエンジンがこのM20A-FKSエンジンとM20A-FXSである。
最大熱効率は40 %である。
なお、同エンジンをベースにボアストローク比を共有しながら直列3気筒化したエンジンが、1,500 cc級のBセグメントクラスの小型車用に特化されたガソリンエンジンのM15A-FKSとなる。

## 系譜
- エンジン型式一覧の自動車用エンジンの系譜を参照。

## 搭載車種
- レクサス・UX - (ハイオク仕様)
- トヨタ・RAV4 - (5代目モデル以降)
- トヨタ・ハリアー - (4代目モデル以降)
- トヨタ・カローラ - （12代目モデル以降の北米仕様車のみ）
- トヨタ・カローラツーリング - (特別仕様車“2000 Limited”)
- トヨタ・ノア - (4代目モデル以降)
- トヨタ・ヴォクシー - (4代目モデル以降)
- トヨタ・カローラスポーツ -（2022年10月改良型以降）
- トヨタ・カローラクロス -（2023年10月改良型以降）
- トヨタ・アリオン - （中国仕様車のみ）
- トヨタ・レビンGT（中国市場専売車種）

また、FIA-F4選手権でも、本エンジンをベースにトムスがチューニングを行った「TMA43」が2024年よりワンメイクエンジンとして採用される。